# Глудская волость
Глу́дская волость (латыш. Glūdas pagasts) — одна из семнадцати территориальных единиц Елгавского края Латвии. Находится на западе края. Граничит с Ливберзской, Светской и Залениекской волостями своего края, Кримунской и Берзской волостями Добельского края и городом Елгавой.
Крупнейшими населёнными пунктами волости являются: Накотне (волостной центр), Дорупе, Земгале, Брамберге, Глуда, Гиботкалнс, Межвиди, Смилтниеки, Уделес, Виестури.
По территории волости протекают реки: Ауце, Алаве, Дорупите, Эглоне, Тервете.

## История
До 1919 года нынешняя Глудская волость называлась Бранденбургской волостью. В 1925 году была преобразована в Брамбергскую волость, а с 1935 года в Глудскую волость Елгавского уезда, которая имела площадь 63,9 км² с населением 1177 жителей.
В 1945 году в состав волости входили Дорупский и Глудский сельские советы. После отмены в 1949 году волостного деления Глудский сельсовет поочерёдно входил в состав Елгавского (1949—1962, 1967—1990) и Добельского (1962—1967) районов.
В 1954 году к Глудскому сельсовету был присоединён ликвидированный Дорупский сельсовет и часть территории Мазсветского сельсовета. В 1963 году территория колхоза «Циня» была присоединена к Светскому сельсовету. В 1974 году к Глудскому сельсовету были присоединены части Ливберзского и Светского сельсоветов и часть территории колхоза «Земгале» Залениекского сельсовета. В 1977 году — часть территории Ауструмского сельсовета. В 1979 году часть территории Глудского сельсовета отошла к Ливберзскому сельсовету.
В 1990 году Глудский сельсовет был реорганизован в волость. В 2009 году, по окончании латвийской административно-территориальной реформы, Глудская волость вошла в состав созданного Елгавского края.